# Пјорако
Пјорако (итал. Pioraco) насеље је у Италији у округу Мачерата, региону Марке.
Према процени из 2011. у насељу је живело 927 становника. Насеље се налази на надморској висини од 470 м.

## Становништво
| 1931. | 1936. | 1951. | 1961. | 1971. | 1981. | 1991. | 2001. | 2011. |
| ----- | ----- | ----- | ----- | ----- | ----- | ----- | ----- | ----- |
| 2.267 | 2.214 | 2.355 | 2.106 | 1.729 | 1.460 | 1.317 | 1.231 | 1.250 |